# 克里斯托弗·赖因哈特
克里斯托弗·赖因哈特（德語：Christopher Reinhardt，1997年7月3日—），生于贝吉施格拉德巴赫，德国男子赛艇运动员。他曾代表德国参加2019年世界赛艇锦标赛，获得男子八人单桨有舵手金牌。